# Юст, Миклауш
Миклауш Юст, немецкий вариант — Николаус Юст, псевдоним — Скриба (в.-луж. Mikławš Just, нем. Nikolaus Jus, Scriba, 11 августа 1885 года, Панчицы-Куков, Лужица, Германия — 11 сентября 1975 года, там же) — католический священник, лужицкий публицист и культурный деятель. Главный редактор лужицкого журнала «Katolski Posoł» (1916—1924).

## Биография
Родился 11 августа 1885 года в серболужицкой коммуне Панчицы-Куков в крестьянской семье. В 1900 году окончил среднюю школу, после чего до 1910 года обучался в Праге в Лужицкой семинарии. Будучи студентом Лужицкой семинарии, с 1900 года по 1907 год обучался в малостранской гимназии. В 1911 году закончил своё обучение в Падеборне. С 1911 по 1928 год был священником в различных серболужицких католических приходах в населённых пунктах Хросчицы, Ральбицы, Небельчицы и городе Будишин. С 1916 года по 1924 год был главным редактором серболужицкого журнала «Katolski Posoł». В 1928 году был назначен настоятелем в Дёбельне. В 1930 году возвратился в Лужицу, где стал служить настоятелем в селе Вотров. После начала Второй мировой войны был выслан из Лужицы. После окончания войны возвратился в Вотров, где продолжал служить священником до выхода на пенсию в 1964 году в возрасте 74 лет.
Публиковал свои статьи и рассказы в лужицких журнале «Łužica» и газете «Serbske Nowiny».